# Santiago Moncada
Santiago Moncada Mercadal (Madrid, 1928-Madrid, 6 de julio de 2018) fue un escritor, dramaturgo y guionista español, presidente de la Fundación Autor y de la Sociedad General de Autores y Editores de España.

## Biografía
Comenzó su carrera como escritor de novelas, con las que consiguió el Premio Elisenda de Montcada por Carta a nadie, quedando como finalista del Premio Planeta por El stress, en 1966. 
Como dramaturgo, obtuvo el Premio Nacional de Teatro Calderón de la Barca consecutivamente en los años 1962 y 1963. En su trayectoria destacan más de cuarenta comedias estrenadas, algunas traducidas a diferentes idiomas, con títulos como Cena para dos, Juegos de medianoche o Violines y trompetas. Sus mayores éxitos fueron Entre mujeres (1988). Esta obra permaneció en cartel durante diez años consecutivos en Buenos Aires y otros tres años en Ciudad de México, y Esmoquin (2001), de la que escribió una secuela en 2003.
Y como guionista, escribió más de ochenta guiones para películas rodadas en Estados Unidos, Italia, Alemania, Inglaterra, Francia y España. Una docena de ellas fueron producidas por él mismo. En su prolífica carrera —desarrollada entre los años sesenta y los noventa del siglo xx— destacan títulos como Querido profesor (1966), El hombre que supo amar (1976), Despido improcedente (1980) y La familia... 30 años después.
Santiago Moncada fue miembro de la junta directiva, vicepresidente de la Sociedad General de Autores y Editores por el Colegio de Dramáticos. Además, formó parte del Consejo de Dirección y de numerosas comisiones de trabajo dentro de la polémica entidad de gestión.

## Dramaturgia (parcial)
- Paulina y los pingüinos (1956)
- Tránsito de madrugada (1958)
- Juegos de medianoche (1971)
- La muchacha sin retorno (1974)
- Violines y trompetas (1977)
- Siempre no es toda la vida (1979)
- Salvar a los delfines (1979)
- Vivamos hoy (1979)
- Las orejas del lobo (1980)
- El hombre del atardecer (1981)
- Las tormentas no vuelven (1982)
- Punto y coma (1987)
- Entre mujeres (1988), retitulada como Brujas (2010)
- Cena para dos (1991)
- Siempre en otoño (1993)
- Mejor en octubre (1994)
- Esmoquin (2001)
- Esmoquin 2 (2003)
- Desconcierto (2005)

## Cinematografía
- Querido profesor (1966)
- Black story (La historia negra de Peter P. Peter) (1971)
- La campana del infierno (1973)
- La corrupción de Chris Miller (1973)
- Cuando el cuerno suena (1974)
- Cazar un gato negro (1976)
- El hombre que supo amar (1976)
- Despido improcedente (1980)
- Gorilas a todo ritmo (1982)
- Descanse en piezas (1987)
- La familia... 30 años después (1999)

## Premios
- Premio Nacional de Teatro Calderón de la Barca, 1962 y 1963 —compartido—.